# أستريد لوكن
كانت أستريد لوكن (بالنرويجية البوكمول: Astrid Løken)‏ (14 أبريل 1911 - 19 يناير 2008) عالمة حشرات نرويجية وعضو في حركة المقاومة النرويجية خلال الحرب العالمية الثانية. وقد قضت معظم حياتها المهنية في متحف بيرغن في الفترة من 1949 إلى 1979. كما كانت أول عضو في الجمعية النرويجية لعلم الحشرات ومتخصصة في جنس النحل الطنان.

## بداية حياتها المهنية
ولدت استريد لوكين في عام 1911 في كريستيانيا والتي تم تغيير اسمها إلى أوسلو في عام 1925. والتحقت بجامعة أوسلو وتخرجت بمنصب مرشحة في العلوم البحتة (درجة الكانديدات، التي توازي الدكتوراه تقريبا) في عام 1942. في عام 1941 أصبحت أول عضو أنثى في الجمعية النرويجية للحشرات.

## احتلال النرويج
في 9 أبريل عام 1940 تم غزو النرويج من قبل ألمانيا النازية واحتلالها بعد حملة استمرت شهرين. وفي ربيع عام 1941 تم تجنيد لوكين في إكس يو وهي منظمة مخابرات سرية استجابت للقيادة النرويجية العليا في المنفى في المملكة المتحدة. وقد حملت لوكن اسم «إيفا». وفقاً لأحد المؤرخين فإن طلاب العلوم الطبيعية كانوا مناسبين تماماً للعمل الاستخباراتي إذ أنهم متوجهين عملياً ومعتادين على العمل الميداني. بالإضافة إلى ذلك فغالباً ما كان ينظر إلى التصوير الذي يقومون به في الميدان على أنه غير واضح. في عام 1943 مُنحت لوكن إذن الدخول إلى هضبة هاردانغيرفيدا الجبلية وهي منطقة عسكرية محظورة. وتحت غطاء دراسة جنس النحل الطنان تم إعطاؤها الإذن من قبل رايخسكوميسار جوزيف تيربوفين وهو أعلى زعيم نازي في النرويج. ومن خلال السفر بحرية في المنطقة تمكنت لوكن من تصوير الطرق والجسور وغيرها من التشييدات. في هضبة هاردانغيرفيدا الجبلية تمكنت من الوصول إلى غرفة مظلمة حيث طوّرت صوراً لاستخدامها في مجال أبحاث الحشرات وفي المجال العسكري. ومنذ عام 1941 استخدمت لوكن مختبراً في قسم علم الأحياء أثناء الليل للتصوير غير القانوني.
بالإضافة إلى المساهمة بموادها الخاصة، قامت بتنسيق فرز المواد الاستخباراتية التي تم إرسالها إلى مقر إكس يو في أوسلو. فكانت تنقل المواد عادة بالدراجة في منتصف الليل. ورغم أنها كانت في المرتبة الرابعة في المنظمة إلا أنها كانت من الأشخاص القلائل الذين يعرفون موقع هذه المقرات.
حملت معها دائماً حبوب سيانيد للانتحار في حال تم كشف أمرها. بالإضافة إلى ذلك فقد احتفظت بمسدس وقنابل حارقة وقنابل يدوية في غرفة نومها. وقد تمكنت من الفرار من الاعتقال بشكل ملحوظ في السادس عشر من سبتمبر عام 1943.

## مسيرتها المهنية الأكاديمية
دخلت المستشفى بالقرب من نهاية الحرب العالمية الثانية بسبب الإرهاق العام وسافرت إلى الولايات المتحدة بعد فترة وجيزة من تحرير النرويج في مايو 1945. ووصفت قسم الحشرات في كلية ولاية ميشيغان بأنه «مثير للإعجاب» على عكس الظروف «البائسة» في النرويج في ذلك الوقت. كما قضت شهرين في عام 1947 في محطة أبحاث في لوغان يوتا. ومع ذلك في ميشيغان فقد منعت لوكن غير المتزوجة من إجراء البحوث الميدانية مع الرجال المتزوجين لأن هذا قد «يفسد سمعتها».
عادت إلى النرويج وحصلت على أول منصب أكاديمي لها كمساعدة أبحاث في كلية الزراعة النرويجية. وفي عام 1949 تم تعيينها كمنسقة مساعدة في قسم علم الحيوان في متحف بيرغن. وقد عملت بشكل أساسي على بناء مجموعة الحشرات هناك بالإضافة إلى إجراء الدراسات الميدانية. أصبحت فيما بعد أمينة رئيسة وأخذت شهادة دكتوراه في الفلسفة في عام 1973 مع أطروحتها في دراسات عن النحل الطنان الاسكندنافي. وبعد تقاعدها في عام 1979 تولت منصباً جديدًا كزميلة أبحاث أولى في جامعة أوسلو حيث بقيت حتى عام 1990.
نشرت الدكتورة لوكن أكثر من خمسين بحث علمي ومن بين أمور أخرى فقد درست أنواع النحل الطنان والأنواع الفرعية للسيروث (النحل الهامس). 
عملت الدكتورة لوكن نائبة لرئيس الجمعية النرويجية للحشرات من عام 1960 إلى عام 1965. كما كانت مسؤولة عن اتفاقية علم الحشرات في بلدان الشمال الأوروبي عام 1977 وهي الأولى من نوعها التي تعقد في النرويج خارج أوسلو. وقد حصلت على عضوية فخرية في عام 1991.